# Safa Giray (homme politique)
 (signalé en mai 2025).
Si vous disposez d'ouvrages ou d'articles de référence ou si vous connaissez des sites web de qualité traitant du thème abordé ici, merci de compléter l'article en donnant les références utiles à sa vérifiabilité et en les liant à la section « Notes et références ».
- Archive Wikiwix
- Bing
- Cairn
- DuckDuckGo
- E. Universalis
- Gallica
- Google
- G. Books
- G. News
- G. Scholar
- Persée
- Qwant
- (zh) Baidu
- (ru) Yandex
- (wd) trouver des œuvres sur Wikidata

İsmail Safa Giray né le 5 mars 1931 à İzmir et mort le 20 juin 2011 à Ankara, est un homme politique et ingénieur turc.
Diplômé de la faculté de la génie civil de l'Université technique d'Istanbul. Membre du Parti de la mère patrie, député d'Istanbul (1983-1995) et de Balıkesir (1995-1999). Ministre des travaux publics et du logement (1983-1989), ministre de la défense nationale (1989-1990) et ministre des affaires étrangères (1991). 